# Lungern
Lungern ist eine politische Gemeinde des Kantons Obwalden in der Schweiz und liegt am Lungerersee am Fusse des Brünigpasses.

## Geographie
Lungern liegt im obersten Teil des Kantons Obwalden. Das Dorfzentrum liegt auf einer Höhe von 712 m ü. M., der Bahnhof auf 752 m ü. M. Als höchstgelegenes Dorf im Sarneraatal liegt es in einem Talkessel, der nur gegen Norden offen ist und auf den übrigen Seiten von steilen, bewaldeten Hängen und Felsen eingeschlossen wird. Der Gemeindebann erstreckt sich über eine Fläche von 4647 ha, davon sind 1775 ha Wies- und Weidland, 463 ha Garten und humusierte Fläche, 2022 ha Wald, 17 ha überbaute Fläche, 80 ha Verkehrsfläche, 208 ha Gewässer und 81 ha ungenutzte Fläche.
Das Dorf gliedert sich in drei Bezirke. Am nördlichen Ende des Sees liegt auf den angrenzenden Hügelzügen Kaiserstuhl-Bürglen, währenddessen sich der eigentliche Dorfkern am östlichen Seeufer angesiedelt hat. Der Weiler Obsee schliesst am südlichen Seeufer an und darf als der noch besterhaltene Teil des alten Dorfes bezeichnet werden. Hier finden sich noch alte Häuser in ihrer ursprünglichen Anordnung.

## Geschichte

Lungern, historisches Luftbild von 1926, aufgenommen aus 1800 Metern Höhe von Walter Mittelholzer

Der erste urkundliche Nachweis findet sich für Lungern im Jahre 1275 in einem Steuerrodel des Bistums Konstanz. Einzelfunde aus dem Mesolithikum, aus der Bronze- und Römerzeit belegen die prähistorische Besiedlung sowie die Begehung der Route über den Brünigpass. 1987 wurden bei Bohrungen und Sondierungen am Römerweg in Lungern Scherbenreste gefunden, die auf die Zeit von 1000 vor Christus datiert wurden. Bei weiteren Grabungen wurde ein aus Bergkristall gefertigtes Messer gefunden, das einer Zeit um etwa 6000 Jahre vor Christus zugeordnet wurde.
- 1275: erster urkundlicher Nachweis von Lungern
- 1861: Bau der alten Brünigstrasse
- 1886: erste Postkutsche über den Brünig
- 1888: letzte Postkutsche über den Brünig
- 1888: Eröffnung der Brünigbahn von Brienz nach Alpnachstad
- 1887: Überschwemmung des Eibachs, wobei die alte Kirche mitgerissen wurde
- 1893: Segnung der neu erbauten neogotischen Kirche
- 1922: Bau des Elektrizitätswerks
- 1942: elektrische Eisenbahn über den Brünig
- 1960: Luftseilbahn Lungern-Schönbüel

### Tieferlegung und Wiederaufstauung des Lungernsees
Zur Landgewinnung entschloss sich die Bevölkerung von Lungern gegen Ende des 18. Jahrhunderts, ihren See tiefer zu legen. Das Unternehmen spaltete die Dorfbevölkerung in zwei Parteien, nämlich «diä Nasse und diä Trochenä». Was für die einen utopisch und undurchführbar, war für die anderen ein notwendiger Akt zur Verbesserung der Lebensbedingungen.
Nachdem Messungen ergeben hatten, dass durch die Absenkung des Sees um 35 m ungefähr 180 ha Weidland gewonnen werden könnte, liess man die für die Landesregierung erforderlichen Gutachten erstellen. Im Jahr 1790 konnte mit den eigentlichen Bauarbeiten begonnen werden. Politische Unruhen, Geldmangel und konfessionelle Spannungen verzögerten das ganze Vorhaben. Am 9. Januar 1836 erfolgte die letzte Sprengung am 410 m langen Kanal durch den Felsen, der das Seebecken an seinem Nordende bei Bürglen abschloss. Damit wurde der Seespiegel um 35 m gesenkt und dadurch neues Weidland gewonnen.
Fast ein Jahrhundert später kauften die Centralschweizerischen Kraftwerke (CKW) in Luzern den ganzen See mit dem Boden und den bestehenden Häusern sowie einer kleinen Sägerei. Zur damaligen Zeit standen etwa zwölf Wohnhäuser im Seeboden. Verschiedene gut erhaltene Häuser wurden abgebrochen und in der Gemeinde Lungern wieder aufgebaut. Zum Betrieb des Kraftwerkes am Lungernsee stauten die CKW den See 1922 erneut auf und erhöhten 1926 den Stand nochmals. Seit 1982 betreibt das Elektrizitätswerk Obwalden (EWO) das Kraftwerk Lungerersee.

## Wappen
Ursprünglich hatte die Gemeinde Lungern ein blaues Wappen mit einem silbernen (weissen) geradarmigem Tatzenkreuz. Anfang des 19. Jahrhunderts empfand man das alte Wappen als sehr einfach und man beschloss, in Mailand ein neues Wappen (Mailänderli) in Auftrag zu geben. Ein Mailänder Künstler entwarf ein Fantasiewappen ohne jeglichen Bezug zur Gemeinde Lungern. An der Maiengemeinde im Jahre 1952 beschlossen die Lungerer, das alte Wappen wieder als Gemeindewappen anzuerkennen.

## Bevölkerung
Im 18. Jahrhundert gab es trotz der hohen Kindersterblichkeit ein starkes Wachstum der Bevölkerung. Zwischen 1743 und 1900 wuchs die Zahl der Bewohner um rund 110 Prozent. Im darauf folgenden Jahrzehnt sank die Einwohnerzahl. Grund hierfür waren die fehlenden Arbeitsplätze und die deswegen erfolgende Abwanderung in andere Regionen der Schweiz und nach Übersee. Eine zweite Wachstumsphase folgte zwischen 1910 und 1950 (+10,7 Prozent). Danach kam es wegen der abgeschiedenen Lage fernab von Ballungszentren zu einer Stagnation bis 1990. Seither ist die Bevölkerung um 15,01 % oder 279 Personen gewachsen.
Bevölkerungsentwicklung von Lungern seit 1743. Quellen: Volkszählungen (1743 Kantonale, 1799 Helvetische; 1850–2000 Eidgenössische); Bundesamt für Statistik (2010 und 2020)

### Sprachen
Fast die gesamte Bevölkerung spricht Obwaldnerdeutsch, eine hochalemannische Mundart im Schweizerdeutschen. Bei der Volkszählung im Jahr 2000 gaben 94,8 % Deutsch, 2,2 % Albanisch, 0,7 % Französisch, je 0,5 % Portugiesisch und Serbokroatisch und 0,3 % Italienisch als Hauptsprache an.

### Religionen – Konfessionen
Die Bevölkerung war früher vollumfänglich Mitglied der Römisch-Katholischen Kirche. Die Konfessionsverhältnisse im Jahr 2000 lassen immer noch diese ursprüngliche Struktur erkennen: 1'634 Personen waren katholisch (83,16 %). Daneben gab es 7,99 % protestantische und 1,02 % andere Christen (meist orthodoxe Christen), 2,24 % Muslime und 2,19 % Konfessionslose. 63 Personen (3,21 %) machten keine Angaben zu ihrem Glaubensbekenntnis. Die Entkirchlichung und die Zuwanderung aus anderen Gemeinden und dem Ausland hat in Lungern zu einem Anstieg anderer Bekenntnisgruppen geführt.

### Herkunft – Nationalität
| Herkunft                              | Anteil |
| ------------------------------------- | ------ |
| Gemeindebürger                        | 54,3 % |
| Schweizerbürger                       | 35,0 % |
| Ausländer (ohne Schweizerbürgerrecht) | 10,7 % |

Von den laut BFS Ende 2021 2082 Bewohnern waren 1860 (89,33 %) Schweizer Staatsangehörige. Die Zugewanderten stammen mehrheitlich aus Mitteleuropa (Deutschland und Österreich), Südeuropa (Italien, Portugal und Spanien), dem ehemaligen Jugoslawien (Nordmazedonien und Serbien) sowie Afrika (Eritrea). Die grössten Zuwanderungsgruppen kommen aus Deutschland (74 Personen), Portugal (27 Personen), Österreich (18 Personen) sowie Eritrea (16 Personen). Bei der Volkszählung 2000 waren 1827 Personen (92,98 %) Schweizer Bürger; davon besassen 33 Personen eine doppelte Staatsbürgerschaft.

### Altersstruktur
Die Gemeinde zählt einen hohen Anteil an Einwohnern im mittleren Alter. Während der Anteil der Personen unter zwanzig Jahren 20,28 % der Ortsbevölkerung ausmacht, sind 28,73 % Senioren (60 Jahre und älter). Die grösste Altersgruppe stellen die Personen zwischen 45 und 59 Jahren. Auf 100 Personen im arbeitsfähigen Alter (20–64 Jahre; 1223 Personen) entfallen 35 Junge (430 Personen) und 38 Menschen (467 Personen) im Pensionsalter.
Ende 2018 ergab sich folgende Altersstruktur:
| Alter                                                             | 0–6 Jahre | 7–15 Jahre | 16–19 Jahre | 20–29 Jahre | 30–44 Jahre | 45–59 Jahre | 60–79 Jahre | 80 Jahre und mehr |
| Anzahl                                                            | 148       | 197        | 85          | 253         | 342         | 486         | 473         | 136               |
| Anteil                                                            | 6,98 %    | 9,29 %     | 4,01 %      | 11,93 %     | 16,13 %     | 22,92 %     | 22,31 %     | 6,42 %            |
| Quelle: Bundesamt für Statistik, Bevölkerung nach Alter Ende 2018 |           |            |             |             |             |             |             |                   |

## Wirtschaft
In wirtschaftlicher Hinsicht sind die Land- und Forstwirtschaft sowie das Holzgewerbe vorherrschend. So lieferte beispielsweise die Holzbau AG Lungern (1926 gegründet, aktiv bis 1983) zahlreiche Bauten auch ausserhalb Obwaldens. Das Dorf hat auch seit etwa 1920 eine Tradition im Bereich der Bildhauerkunst, was auch an den zahlreichen Grabdenkmälern auf dem Lungerer Friedhof ersichtlich ist. Daneben sind einige Spezialfirmen in Lungern angesiedelt, wie etwa die Gasser Felstechnik und die Westiform Holding.
In Lungern gab es im Jahr 2008 1036 Beschäftigte in 146 Betrieben. 13,5 % der Beschäftigten in Lungern arbeiteten im Bereich Landwirtschaft/Forstwirtschaft/Fischerei (Sektor 1), 46,4 % in Industrie und Gewerbe (Sektor 2) und 40,1 % in Dienstleistungsunternehmen (Sektor 3). Die Arbeitslosenquote betrug 2011 0,68 %.
Im Jahr 2017 waren von den 1161 Beschäftigten 776 männlich und 385 weiblich. Die Zahlen für die 3 Sektoren sehen wie folgt aus:
| | Betriebe                  | Betriebe                  | Beschäftigte              | Beschäftigte              | Vollzeitstellen | Vollzeitstellen |
| Anzahl | Anteil                    | Anzahl                    | Anteil                    | Anzahl                    | Anteil          |                 |
| --- | ------------------------- | ------------------------- | ------------------------- | ------------------------- | --------------- | --------------- |
| Betriebe 1. Sektor | 54                        | 30,51 %                   |                           |                           |                 |                 |
| Beschäftigte 1. Sektor | Beschäftigte 1. Sektor    | Beschäftigte 1. Sektor    | 142                       | 12,23 %                   |                 |                 |
| Vollzeitstellen 1. Sektor | Vollzeitstellen 1. Sektor | Vollzeitstellen 1. Sektor | Vollzeitstellen 1. Sektor | Vollzeitstellen 1. Sektor | 88              | 9,77 %          |
| Betriebe 2. Sektor | 40                        | 22,60 %                   |                           |                           |                 |                 |
| Beschäftigte 2. Sektor | Beschäftigte 2. Sektor    | Beschäftigte 2. Sektor    | 677                       | 58,31 %                   |                 |                 |
| Vollzeitstellen 2. Sektor | Vollzeitstellen 2. Sektor | Vollzeitstellen 2. Sektor | Vollzeitstellen 2. Sektor | Vollzeitstellen 2. Sektor | 596             | 66,15 %         |
| Betriebe 3. Sektor | 83                        | 46,89 %                   |                           |                           |                 |                 |
| Beschäftigte 3. Sektor | Beschäftigte 3. Sektor    | Beschäftigte 3. Sektor    | 342                       | 29,46 %                   |                 |                 |
| Vollzeitstellen 3. Sektor | Vollzeitstellen 3. Sektor | Vollzeitstellen 3. Sektor | Vollzeitstellen 3. Sektor | Vollzeitstellen 3. Sektor | 217             | 24,08 %         |
| Betriebe Total | 177                       | 100 %                     |                           |                           |                 |                 |
| Beschäftigte Total | Beschäftigte Total        | Beschäftigte Total        | 1161                      | 100 %                     |                 |                 |
| Vollzeitstellen Total | Vollzeitstellen Total     | Vollzeitstellen Total     | Vollzeitstellen Total     | Vollzeitstellen Total     | 901             | 100 %           |
| Quelle: Bundesamt für Statistik; Statistik der Unternehmensstruktur STATENT, Arbeitsstätten und Beschäftigte nach Gemeinde und Wirtschaftssektoren |                           |                           |                           |                           |                 |                 |

### Landwirtschaft
Rechte, Pflichten und Nutzen von Alpen, Wald und Gartenteil sind seit jeher im «Einig» (Wurfordnung) und in der Waldverordnung geregelt. Die Bewirtschaftung der Alpen während der Sommermonate war immer schon von existenzieller Bedeutung, da Tal- und Hangliegenschaften nicht ausreichen, um das Vieh ganzjährig zu ernähren. Während im Tal das Heu eingebracht wird und so die Scheunen mit Wintervorrat gefüllt werden, ziehen die Bauern mit ihren Kühen und Rindern auf die Alpen. Die Voralpen werden etwa anfangs Juni bestossen, nach einigen Wochen ziehen die Älpler auf die Hochalpen und Mitte August wiederum zurück auf die Voralpen, um anschliessend ins Tal zurückzukehren.

## Verkehr
Die Hauptstrasse 4 (Brünigstrasse) verbindet Lungern mit der Nachbargemeinde Giswil und über den Brünigpass mit Meiringen im Berner Oberland. Der Umfahrungstunnel Lungern, der das Dorf vom Durchgangsverkehr entlastet, wurde im Dezember 2012 nach 6-jähriger Bauzeit in Betrieb genommen.
Lungern ist mit der Zentralbahn (vormals Brünigbahn) erreichbar. Es gibt die zwei Haltestellen Kaiserstuhl und Lungern. An der ehemaligen Haltestelle Käppeli etwas oberhalb des Dorfes halten die Züge nicht mehr. Für den Aufstieg auf den Brünigpass sowie für den Abstieg von Kaiserstuhl-Bürglen nach Giswil benutzt die Bahn eine Zahnradunterstützung.

## Kultur und Freizeit

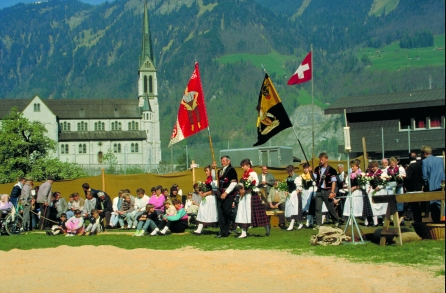
Brauchtum in Lungern

- Panoramawelt Lungern-Schönbüel, Bergregion auf 2205 m ü. M.[16]
- Brünig Indoor, unterirdische Schiessanlage[17]
- Brünig Park, Veranstaltungsort[18]

Die Serie Crash Landing on You hat dazu geführt, dass Lungern Anfang der 2020er Jahre zu einem Hotspot für asiatische Touristen geworden ist.

## Kirchen

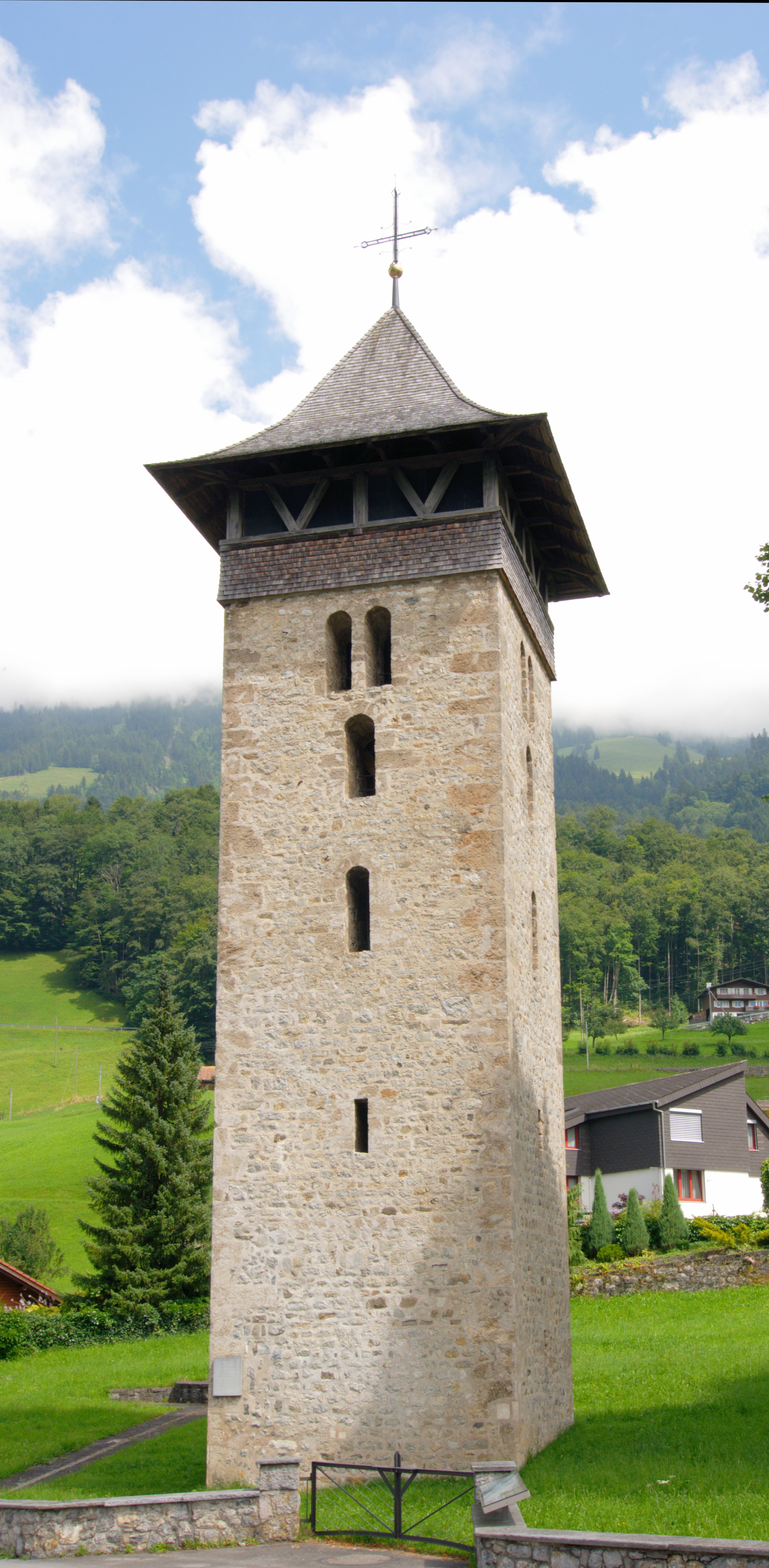
Turm der zerstörten alten Pfarrkirche

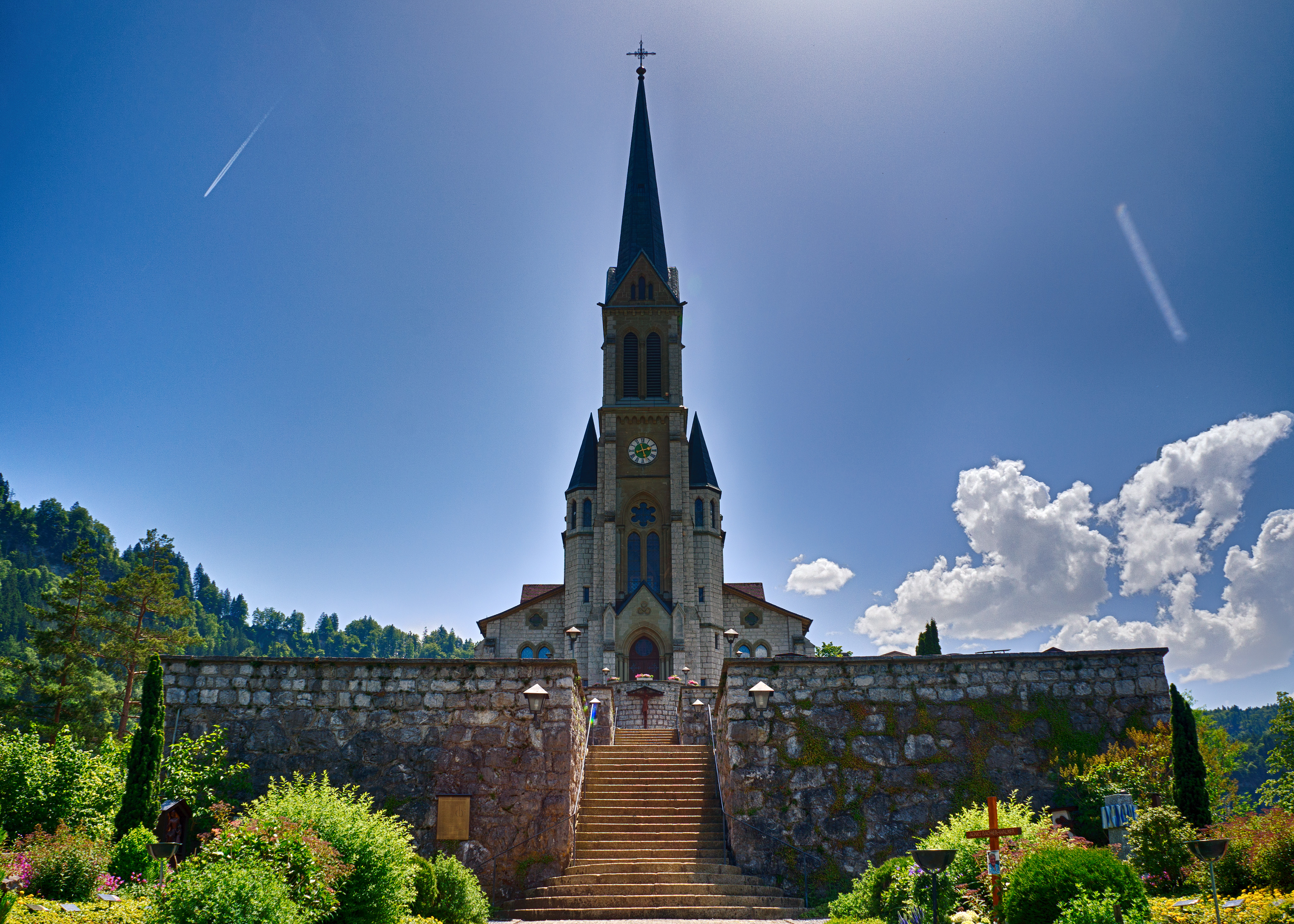
Pfarrkirche Herz Jesu mit terrassierter Friedhofsanlage

Die alte Pfarrkirche St. Katharina wurde in den 1880er Jahren von einer Reihe von Überschwemmungen des Eibaches getroffen. Die Überschwemmung im Jahre 1887 war schließlich so stark, dass sie bis auf den Turm die gesamte Kirche und das Beinhaus wegriss. Der spätromanische, aus Bruchsteinen gefügte Turm wurde mittels Dendrochronologie auf 1389 datiert und steht seit 1991 unter Denkmalschutz.
Die neue Kirche ist ein Werk von Architekt Josef Tugginger aus dem Elsass. Sie ist im neogotischen Stil kathedralenartig erbaut. Die Bauausführungen erfolgten in den Jahren 1891/93. Die neue Kirche wurde an Allerheiligen im Jahre 1893 von Bischof Johannes Fidelis Battaglia von Chur zu Ehren des heiligen Herz-Jesu sowie der heiligen Katharina und des heiligen Beat eingeweiht.
In dem ehemaligen Beinhaus neben der alten Pfarrkirche St. Katharina befand sich bis 1887 ein Totentanzgemälde aus der Zeit um 1621 mit wahrscheinlich acht Tanzpaaren (Papst, Kardinal, Bischof, Priester, Kaiser, König, Ritter, Bauer). Die früher dazugehörenden Monologe der Todesgestalt sind erhalten.

## Persönlichkeiten
- Beat Gasser (1892–1967), Bildhauer und Holzschnitzer
- Hans Gasser (1902–1985), Nationalrat, Regierungsrat und Unternehmer
- Hans-Heini Gasser (1932–2022), Regierungsrat, Bauingenieur, Pionier der Skisprung-Schanzenbaus
- Albert Gasser (* 1938), Theologe und Kirchenhistoriker
- Karl Imfeld (* 1953), Bildhauer
- Karl Vogler (* 1956), Nationalrat und Rechtsanwalt
- Luke Gasser (* 1966), Filmemacher, Bildhauer, Maler, Musiker, Schauspieler und Buchautor